# Lupinus hirsutissimus
Lupinus hirsutissimus är en ärtväxtart som beskrevs av George Bentham. Lupinus hirsutissimus ingår i släktet lupiner, och familjen ärtväxter. Inga underarter finns listade i Catalogue of Life.

## Bildgalleri

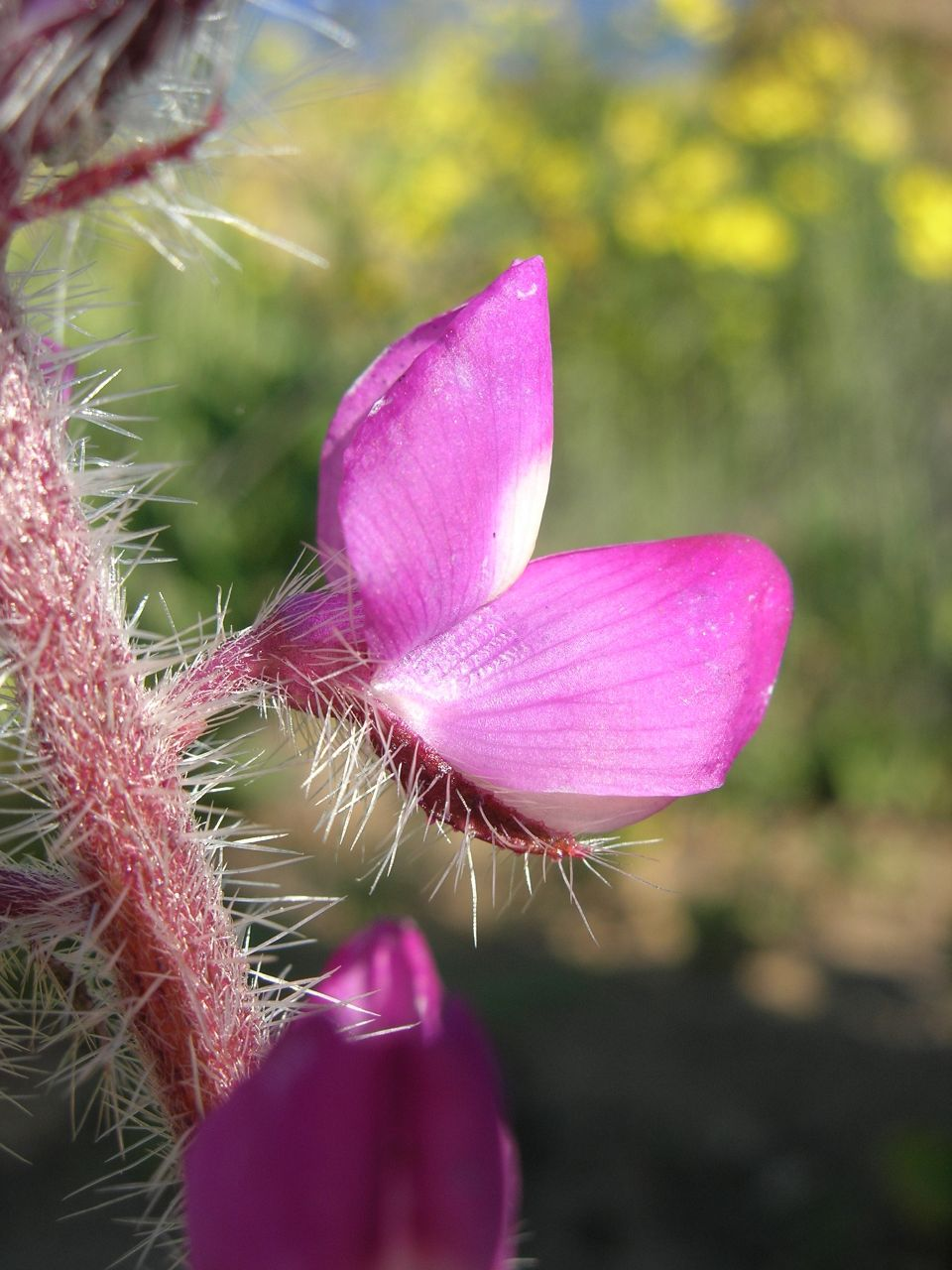
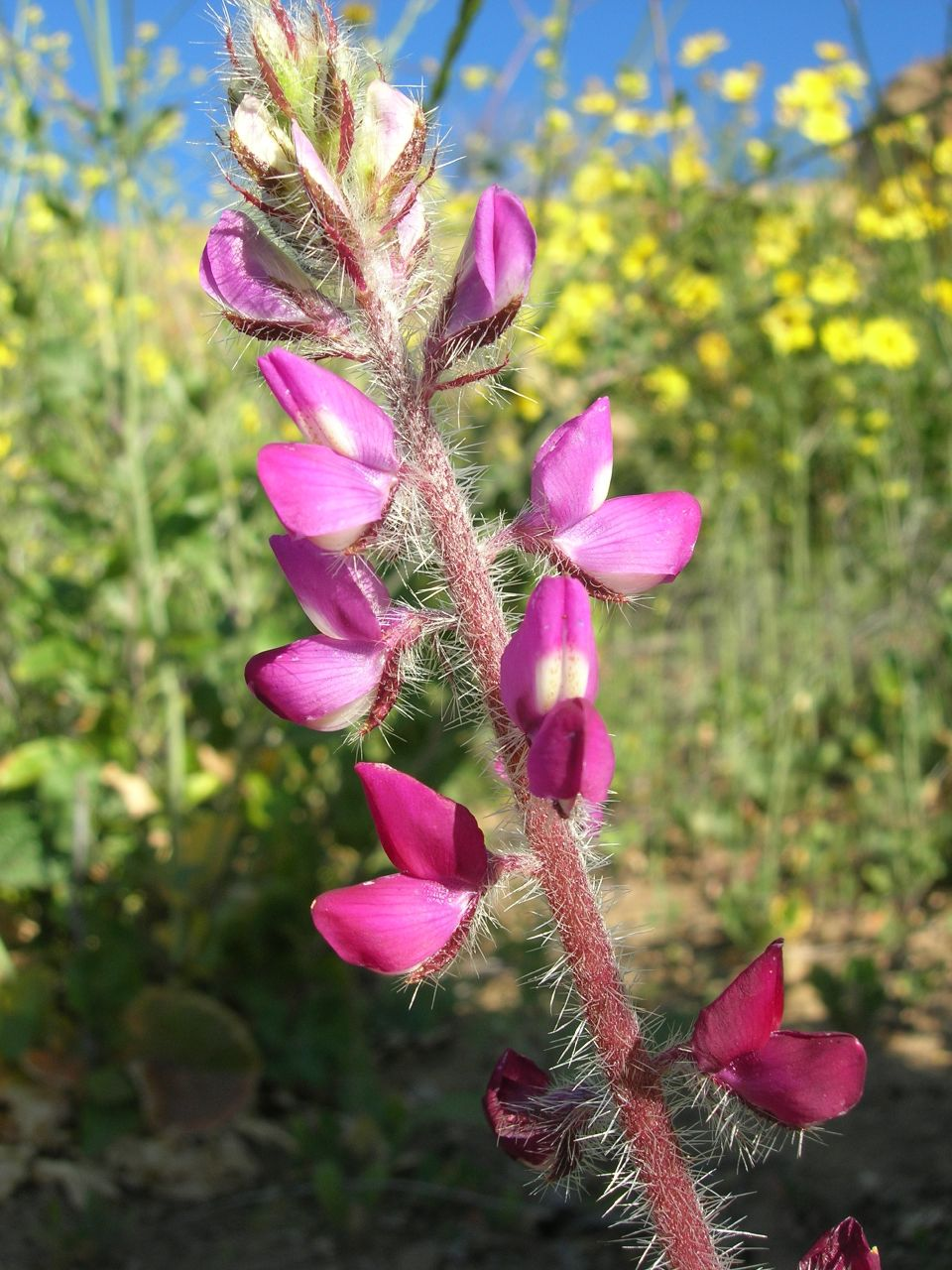
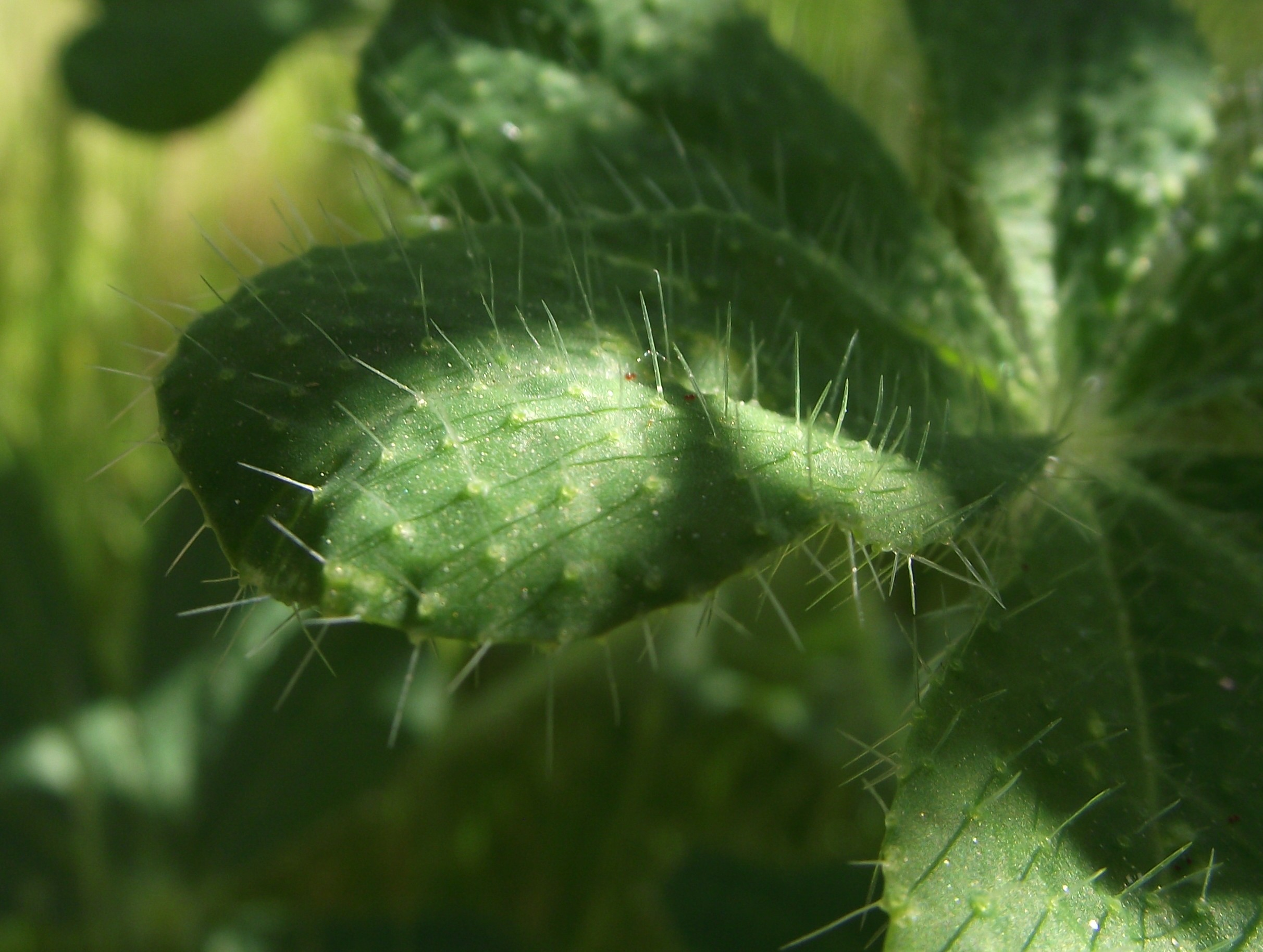
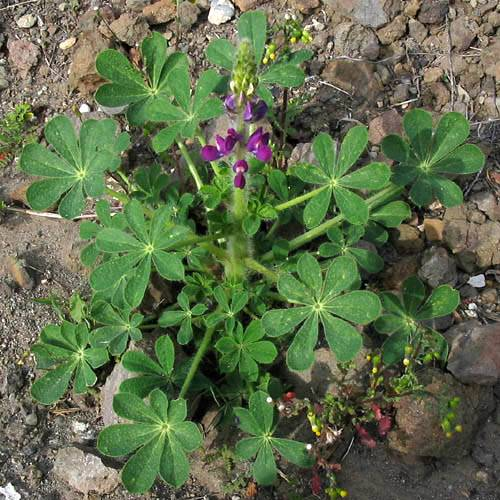